# No Filter
no Filter（ノーフィルター）は、静岡県を拠点に活動する5人組の日本の女性アイドルグループ。メンバー5人全員が静岡県内出身。ファンはホワイトフィルターと称される。

## 概要
ROSARIO+CROSSを擁するmiuzic entertainment発、新アイドルグループとして一般公募され、オーディションを経て2021年6月、静岡県静岡市にて結成される。当初メンバーはりえ、すず、りん、ふうあ（miuzic研修生）、なの の5名が決まっており、本来は6月にデビューの予定だったが、メンバー調整などがあり、後にゆなは（miuzic研修生）の加入が決定、約3ヶ月遅れの同年9月23日にファーストシングル「先輩、どこ行くんですか？」で全国CDデビューした。ユニット名の「no Filter」には、『飾らないありのままの私たちをお届け』『着飾ることなく素顔でも勝負できる本物を目指そう！』という意味合いがある。

## メンバー
| 名前     | 生年月日       | イメージカラー                 | 加入日            | 備考                         |
| -------- | -------------- | ------------------------------ | ----------------- | ---------------------------- |
| ゆなは   | 2003年2月5日   | エバーグリーンフィルター       | 初期              | チームリーダー 元ORANGE PORT |
| りん     | 2006年1月17日  | ファイヤーレッドフィルター     | 初期              | 元道の駅アイドルミミ         |
| れい     | 2006年5月6日   | ロイヤルバイオレットフィルター | 2024年8月30日加入 | 元miuzic NEXT                |
| あいじゅ | 2007年4月14日  | ドリームピンクフィルター       | 2024年8月30日加入 | 元miuzic NEXT                |
| ひな     | 2007年12月10日 | サニーオレンジフィルター       | 2024年8月30日加入 |                              |

### 過去のメンバー
| 名前   | 生年月日      | イメージカラー         | 活動期間             | 備考                                             |
| ------ | ------------- | ---------------------- | -------------------- | ------------------------------------------------ |
| ふうあ | 2006年8月28日 | ベビーブルーフィルター | 初期 - 2024年3月29日 | 元ミルキー★メロディ 元アモレカリーナ、元LUCIANNA |
| すず   | 2002年10月5日 | イエローフィルター     | 初期 - 2024年5月5日  |                                                  |
| なの   | 2006年8月3日  | ピンクフィルター       | 初期 - 2024年5月5日  |                                                  |
| りえ   | 2002年3月16日 | パープルフィルター     | 初期 - 2024年8月25日 | 元 美jou → 静岡flavor                            |

## 略歴

### 2021年
- 5月6日、公式Twitter（現X）アカウント開設。後日、ふうあ、りえ、すず、りん、なのの順で5人のメンバーが発表される。
- 5月19日、活動準備をしていた6人目のメンバーが学業との兼ね合いで加入を辞退したことにより追加メンバーが募集される。
- 6月12日、no Filter公式youtubeチャンネルにて、デビュー前の結成告知・練習風景Vlogを公開。
- 7月1日、6人目のメンバー「ゆなは」の加入が発表される。
- 7月28日、リーダーが「ゆなは」になったことが発表される。
- 8月26日、公式ameblo「色眼鏡を外して」開設。
- 9月3日、miuzic公式youtubeチャンネルにて、ファーストシングル「先輩、どこ行くんですか？」MV 先行公開。
- 9月19日、デビュー前というタイミングにもかかわらず、2ndシングル『純情ってなんですか？」のティーザー告知が公式Twitterより発表される[2]。
- 9月23日、LIVE ROXY SHIZUOKAにてデビューシングル「先輩、どこ行くんですか？」発売記念&お披露目単独ライブ『no Filter はじめます！』を開催[3]。セカンドシングル「純情ってなんですか？」のフルバージョンもこの日初披露された。同日夜、同会場で開催のSOUND OF POP MUSIC vol.6にも出演。
- 9月25日、フリーイベント アルイテイコウvol.71に初出演。
- 10月29日、no Filter公式youtubeチャンネルにて、新曲「純情ってなんですか？」MVプレミア公開[4][5]。
- 10月30日、第1回#日本アイドル集会in静岡に出演[6]。
- 10月31日、SHIZUOKA One heart days 2021 静岡まつり 秋の陣に出演[7]。
- 11月5日、2ndシングル「純情ってなんですか？」配信リリース[8]。
- 12月18日、SHIZUOKA MUSIC GENIC 2021WINTERに出演[9]。ゆるめるモ！、fishbowl、elsyらと競演。

### 2022年
- 1月16日、BELL STOREにて、「りん生誕祭　まんまるな幸せ」開催。ゲストにすず（no Filterー）が出演。
- 1月23日、「静岡アイドル大運動会 Vol.1」（草薙総合屋内運動場）出場。
- 1月30日、LIVE ROXY SHIZUOKAにて、2ndワンマン「ちょっと何となく感じ分かってきたんで、もう一度お披露目やってもいいですか？」開催。
- 2月5日、静岡Sunashにて、「ゆなは生誕祭」開催。ゲストにYuwa、Moeko、Rena（ROSARIO+CROSS）、織田美海が出演。
- 3月10日、舞浜アンフィシアターにて、「NEXT IDOL GRANDPRIX 2022」決勝リーグ出場。
- 3月13日、静岡Sunashにて、「りえ生誕祭」開催。
- 3月20日、山中湖交流プラザきららにて、「アイドル甲子園　FUJISAN SPRING FES 2022」に出演。
- 4月8日、初の定期公演「The twinkling street」をARTIEアートガーデンにて開催。
- 4月29日、LIVE ROXY SHIZUOKAにて、「ファン感謝祭！！ありがとうマシンガン」開催。
- 5月3日、LIVE ROXY SHIZUOKAにて、「SHIZUOKA MUSIC GENIC 2022」出演。ゆるめるモ！、マジカル・パンチラインらと競演。
- 7月9日、浜松窓枠にて、「ROSARIO+CROSSと、no Filterが浜松にやって来た！ヤァヤァヤァ！」開催。
- 8月8日、名古屋のアイドルサーキットフェス「CANDY JAM」出演。
- 8月11日、静岡Sunashにて、「ふうあ生誕祭」「なの生誕祭」開催。
- 8月13日、「横アリ出ちゃいまSHOWROOM 」最終審査（横浜みなとみらいブロンテ）出場、審査の結果、@JAM EXPO 2023オープニングアクトの出演権を獲得する。
- 9月14日、「Can't Stop 恋愛信号」MV公開。
- 9月18日・19日・23日、1stツアー「アトラクションスター」を、名古屋（18日）、秋葉原（19日）、静岡（23日）で開催。
- 10月1日、静岡Sunashにて、「すず生誕祭」開催。
- 10月12日、1stアルバム『アトラクションスター』リリース。
- 10月15日、音楽番組「MUSIC B.B.」公開収録。地上波音楽番組に初出演。
- 10月16日、「静岡アイドル大運動会 Vol.2」（草薙総合屋内運動場）出場。優勝を果たす。
- 11月1日、ファンクラブサイト「ふぃる活!!情報部」をFans’より開設。
- 11月23日、iSPY主催「iDOL SPYs vol.4 in静岡」（LIVE ROXY SHIZUOKA）出演。
- 12月16日、体調不良により、ふうあ、1月のワンマンをもって活動休止を発表。
- 12月30日、静岡Sunashにて「年越し！？ライブ」を開催。

### 2023年
- 1月2日、「New Year Premium Party 2023」の「新春企画じゃんけんの乱」に出場。
- 1月22日、Sound Shower ark清水にて、「りん生誕祭」開催。また同日夜同場所にて、5thワンマンライブを開催。2ndシングルのリリース、ホールワンマン開催決定が発表される。
- 2月5日、LIVE ROXY SHIZUOKAにて、「ROSARIO+CROSSとno Filterの、ヤァヤァヤァ！」開催。
- 2月6日、LIVE ROXY SHIZUOKAにて、「ゆなは生誕祭」開催。
- 3月11日～12日、「アワーフェス2023」出演。ミニライブの他、りえとすずによる紙芝居（お愛の方を題材としたもの）が披露される。
- 4月1日、LIVE ROXY SHIZUOKAにて、「りえ生誕祭」開催。
- 4月2日、「ガラフェス～春のアイドルランチミーティング日和～」（GOTANDA G6,G7）出演。体力を競う企画「フィジカルチャレンジ」にも出場して優勝する。
- 4月10日、「ロードモバイル　バトルオブ東海アイドル」への出場を発表。
- 4月16日、「やんちゃがーる」MV公開。
- 4月22日、「HYPE IDOL！Vol.37」（山野ホール）出演。
- 5月3日、LIVE ROXY SHIZUOKAにて、「SHIZUOKA MUSIC GENIC 2023」出演。ゆるめるモ！、dela、BANZAI JAPANらと競演。
- 5月5日、清水マリナート小ホールにて、初ホールワンマン「ワンダーワールド！！」開催。
- 5月27日、6月4日、関ヶ原唄姫合戦2023の出場を賭けた予戦会「尾張・美濃の陣」に出場。
- 6月24日、NUANCE主催「choco rise」（名古屋Electric Lady Land）のオープニングアクトとして出演。NUANCE、タイトル未定と初競演。
- 6月26日、2ndシングル「やんちゃがーる」リリース。オリコンデイリーチャート９位獲得。
- 7月1日、iSPY主催「iDOL SPYs vol.11 in静岡」（Sound Shower ark 清水）出演。
- 7月5日、ゆなは、TIF2023「ひかるイン・ザ・ライト！」声優オーディション決勝リーグに進出。
- 7月18日、りん、ミスFLASH2024オーディション、セミファイナルステージ進出決定[10]。
- 7月22日、静岡Sunashにて、会員の投票でセットリストが決まるファンクラブ限定ワンマン「ふぃる活!!情報部　リクエストソングス」を開催。
- 8月5日、りん、ミスFLASH2024オーディションセミファイナルステージのコラボ企画でTOKYO IDOL FESTIVAL2023に出演。水着での出演の予定だったが、年齢制限（当時17歳）によりりんだけno Filterの衣装での出演となった。
- 8月12日、「HYPE IDOL！Summer！ vol.3」（渋谷ストリームホール）出演。「横アリ出ちゃいまSHOWROOM 」最終審査（横浜みなとみらいブロンテ）出場、審査の結果、１位にて@JAM EXPO 2023オープニングアクトの出演権を獲得する。
- 8月13日、LIVE ROXY SHIZUOKAにて、「なの生誕祭」開催。
- 8月19日～21日、某所にて２周年ワンマンに向けた強化合宿を決行。
- 8月25日、りん、ミスFLASH2024オーディション、ファイナルステージ進出決定[11]。
- 8月27日、＠JAM EXPO 2023、ストロベリーステージのオープニングアクトを務める。
- 9月1日、ファンクラブサイト「ふぃる活!!情報部」がfans’からbitfanに移転。
- 9月23日～24日、2周年ワンマンライブを静岡と名古屋で開催。1月より活動休止中だったふうあが復帰。 新曲「君の笑顔のためなら僕はモブでいい」2023年11月配信リリース決定を発表。
- 9月29日～10月1日、LIVEPRO FESTIVAL2023出演。初の北海道遠征。ZEPP SAPPOROの舞台にも立つ。

### 2024年
- 1月16日、ミスFLASH2024オーディションの最終結果が発表されたが、りんは上位3名にすら入らず、満18歳でのグランプリ獲得はならなかった[12]。
- 2月7日、運営がメンバーふうあの卒業を発表。[13]
- 3月9日、「ふうあ 最初で最後のソロライブ」静岡SUNASHにて開催。
- 3月29日、「ふうあ 卒業ライブ」LIVE ROXY SHIZUOKAにて開催。
- 4月4日、運営がメンバーなの・すずの卒業を発表。[14]
- 7月31日、運営がメンバーりえの卒業を発表。

## 作品

### シングル
| # | タイトル                 | 発売日        | 品番      | 収録曲                                  | 備考                         |
| - | ------------------------ | ------------- | --------- | --------------------------------------- | ---------------------------- |
| 1 | 先輩、どこ行くんですか？ | 2021年9月23日 | MIUZ-2106 | 1. 先輩、どこ行くんですか？ 2. HERO     |                              |
| 2 | 純情ってなんですか？     | 2021年11月5日 |           | 1. 純情ってなんですか？                 | 配信・グッズとしての限定販売 |
| 3 | やんちゃがーる           | 2023年6月26日 | MIUZ-2305 | 1. やんちゃがーる 2. ワンダーワールド!! | オリコンデイリー9位          |
| 4 | Reboot                   | 2024年6月10日 |           | 1. Reboot                               | 配信のみ                     |

### 先行配信
| # | タイトル                             | 配信日        | 備考 |
| - | ------------------------------------ | ------------- | ---- |
| 1 | ありがとうマシンガン                 | 2022年4月29日 |      |
| 2 | Can't Stop 恋愛信号                  | 2022年5月31日 |      |
| 3 | 鍵垢のお姫様                         | 2022年6月30日 |      |
| 4 | まるっとオッケー                     | 2022年7月31日 |      |
| 5 | たこ焼きのうた（明日もがんばろう！） | 2022年8月31日 |      |

### アルバム
| # | タイトル             | 発売日         | 品番      | 収録曲 | 備考 |
| - | -------------------- | -------------- | --------- | --- | ---- |
| 1 | アトラクションスター | 2022年10月12日 | MIUZ-2205 | 1. Overture 2021 2. 先輩、どこ行くんですか？ 3. ありがとうマシンガン 4. スペシャル恋のReady 5. 純情ってなんですか？ 6. HERO 7. たこ焼きのうた（明日もがんばろう！） 8. まるっとオッケー 9. 鍵垢のお姫様 10. Can't Stop 恋愛信号 11. シアワセニナルタメニ |      |

## ライブ・イベント
定期公演
「The twinkling street」と題し、2022年4月8日より静岡市葵区七間町にあるARTIEアートガーデンで行われているno Filter月１定期フリーライブ。第２回より２部制で開催されている。
| #  | 開催日         | ゲスト                                                     | 備考                          |
| -- | -------------- | ---------------------------------------------------------- | ----------------------------- |
| 1  | 2022年4月8日   | なし                                                       | 金曜開催、単独公演            |
| 2  | 2022年4月22日  | ROSARIO+CROSS                                              | 金曜開催                      |
| 3  | 2022年5月14日  | ROSARIO+CROSS、織田美海                                    |                               |
| 4  | 2022年6月19日  | ROSARIO+CROSS、織田美海                                    |                               |
| 5  | 2022年7月10日  | ROSARIO+CROSS、太田克樹、織田美海                          |                               |
| 6  | 2022年8月21日  | ROSARIO+CROSS、織田美海                                    |                               |
| 7  | 2022年9月25日  | ROSARIO+CROSS、織田美海                                    |                               |
| 8  | 2022年10月23日 | ROSARIO+CROSS、太田克樹、織田美海                          |                               |
| 9  | 2022年11月20日 | ROSARIO+CROSS、織田美海                                    |                               |
| 10 | 2022年12月11日 | ROSARIO+CROSS、織田美海                                    |                               |
| 11 | 2023年1月15日  | ROSARIO+CROSS、サイレントラプソディ                        |                               |
| 12 | 2023年2月11日  | ROSARIO+CROSS、織田美海                                    |                               |
| 13 | 2023年3月19日  | ROSARIO+CROSS、Nine chocolates                             |                               |
| 14 | 2023年4月16日  | ROSARIO+CROSS、織田美海                                    |                               |
| 15 | 2023年5月14日  | Nine chocolates                                            |                               |
| 16 | 2023年6月18日  | ROSARIO+CROSS、Nine chocolates                             |                               |
| 17 | 2023年7月16日  | 森ふうか、鷲山加奈、織田美海                               |                               |
| 18 | 2023年8月19日  | ROSARIO+CROSS、Nine chocolates                             |                               |
| 19 | 2023年9月3日   | ROSARIO+CROSS                                              |                               |
| 20 | 2023年10月22日 | ROSARIO+CROSS、Nine chocolates                             |                               |
| 21 | 2023年11月19日 | ROSARIO+CROSS                                              |                               |
| 22 | 2023年12月10日 | ROSARIO+CROSS、Nine chocolates                             |                               |
| 23 | 2024年1月28日  | ROSARIO+CROSS                                              |                               |
| 24 | 2024年2月11日  | ROSARIO+CROSS、Nine chocolates                             |                               |
| 25 | 2024年3月17日  | ROSARIO+CROSS、Nine chocolates                             | ※ふうあ卒業前、6人で最後の回  |
| 26 | 2024年4月14日  | ROSARIO+CROSS                                              | ※なの・すず、卒業前 最後の回  |
| 27 | 2024年5月12日  | ROSARIO+CROSS                                              |                               |
| 28 | 2024年6月23日  | ROSARIO+CROSS、織田美海                                    |                               |
| 29 | 2024年7月21日  | 織田美海、Nine chocolates                                  |                               |
| 30 | 2024年8月11日  | ROSARIO+CROSS                                              | ※メンバーりえ 卒業前 最後の回 |
| 31 | 2024年9月8日   | 織田美海                                                   | ※no Filter 新体制5人での初回  |
| 32 | 2024年10月27日 | ROSARIO+CROSS、Veronica                                    |                               |
| 33 | 2024年11月17日 | ROSARIO+CROSS、織田美海、Nine chocolates、こころ、室田瑞希 |                               |